# Joe Duplantier
Joseph Duplantier, detto Joe (Parigi, 19 ottobre 1976), è un cantante, chitarrista e produttore discografico francese, noto per essere il frontman del gruppo musicale death metal Gojira.

## Carriera
Nel 1996 ha fondato col fratello batterista Mario Duplantier i Gojira.
Dal 1999 al 2004 ha fatto parte degli Empalot.
Dal 2007 al 2008 ha fatto parte, come bassista, della line-up del gruppo brasiliano Cavalera Conspiracy.
Ha lavorato anche con Manimal, Apocalyptica, Devin Townsend e Car Bomb.
Dal 2015 è proprietario dei Silver Cord Studio, studio di registrazione e produzione con sede a New York.

## Discografia

### Con i Gojira
Album in studio
- 2001 – Terra incognita
- 2003 – The Link
- 2005 – From Mars to Sirius
- 2008 – The Way of All Flesh
- 2012 – L'Enfant Sauvage
- 2016 – Magma
- 2021 – Fortitude